# Erik Årsäll
Erik Årsäll fue el último rey pagano de Suecia, aproximadamente de 1087 a 1088. Era hijo de Blot-Sven; sucedió a su padre como monarca vikingo después de que este fuese asesinado durante el ataque de Inge I a Upsala. Su nombre significa "el hombre que trajo una buena cosecha", quizás debido a que en su tiempo las cosechas fueron buenas en Suecia. Se dice que fue bautizado como cristiano, pero fue elegido por los suiones paganos como rey, al aceptar los sacrificios que exigía la religión nórdica.
Se sabe muy poco acerca de su vida, y su historicidad ha sido cuestionada, ya que no aparece en ninguna fuente primaria sueca o danesa, pero se supone que en su adolescencia fue elegido rey en oposición a Inge I, el rey cristiano enemigo de la religión nórdica.
Eric es mencionado en fuentes no verificables, legendarias, como padre o abuelo de Sverker I.
Prácticamente fue tan sólo un rey nominal, pues Inge I reasumió al poder tras la invasión de Upsala. No se sabe el año exacto de su muerte, pero es muy probable que haya sido asesinado por las tropas de Inge cuando este puso fin a las prácticas paganas, asesinó a sus enemigos y destruyó el templo de Upsala.